# Félix Trutat
Pour les articles homonymes, voir Trutat.
Félix Trutat est un peintre français, né le 27 février 1824 à Dijon et mort le 7 mars 1848 dans la même ville.

## Biographie
Né à Dijon, Félix Trutat est reçu à l’âge de treize ans à l'école des beaux-arts de Dijon, dirigé par Anatole Devosge. Après l'obtention d'une bourse, il part à Paris et devient élève dans l'atelier du peintre Léon Cogniet puis de Pierre-Paul Hamon à l'École des beaux-arts de Paris. Il subit l'influence des peintres vénitiens, qu'il copie au musée du Louvre.  
Il est remarqué par Théophile Gauthier lors du salon de 1846 pour son Portrait de l'artiste et de sa mère (ill. ci-contre). Son œuvre reçoit les éloges d'autres critiques d'art. 
Il laisse principalement des portraits et des nus, par lesquels il se rapproche de Gustave Courbet dans une veine réaliste. 
Peintre prometteur doté d'une maturité précoce tout autant que d'une santé très fragile, il meurt à 24 ans, le 7 mars 1848, d'une tuberculose pulmonaire (phtisie) sans laisser de descendants. 
Son cousin Eugène Trutat (1840-1910), photographe, fut le conservateur du muséum d’histoire naturelle de Toulouse.

## Œuvres
- Dijon, musée des beaux-arts de Dijon :
  - Martyre de saint Pierre de Vérone (copie du tableau de Jean-Claude Naigeon lui-même copié d'après celui du Titien), v. 1839, huile sut toile, 100 x 81 cm[2];
  - Etude de torse, v. 1840, huile sur toile, 100 x 80 cm[3] ;
  - Portrait de Madame Hamon, 1845, huile sur toile, 65 x 44 cm (en dépôt au musée du Louvre)[4]
  - Portrait de l'artiste et de sa mère, 1846, huile sur toile ;
  - Tête de lancier, av. 1848, huile sur toile ;
  - Tête de Christ mort, av. 1848, huile sur toile, 38 x 32 cm[5] ;
  - Portrait de Madame Sophie Carré, av. 1848, huile sur toile, 92 x 73 cm[6];
  - Portrait de Jean Baptiste Carré, av. 1848, huile sur toile, 92 x 73 cm[7]
  - Portrait de Joseph Carré, av. 1848, huile sur toile, 46 x 35 cm[8];
  - Portrait de Madame Benigne Carré, av. 1848, huile sur toile, 41 x 33 cm[9];
  - Portrait de Madame François Laguesse, av. 1848, huile sur toile, 41 x 33 cm[10] ;
  - Portrait de Pierre-Paul Hamon, av. 1848, huile sur toile, 41 x 33 cm [11];
  - Tête d'homme endormi, huile sur toile ;
- Paris :
  - Musée du Louvre : La Femme nue, 1844, huile sur toile, 110 x 178 cm (en dépôt au musée des beaux-arts de Dijon)[12],[13];
  - Musée Jean-Jacques Henner : Portrait de femme, huile sur toile, 35 x 37,5 cm[14];

## Hommage
Une rue de Dijon porte son nom, située perpendiculairement à la rue Ledru-Rollin (nord) et à la rue Davout (sud), dans le quartier République.

## Galerie

Œuvres de Félix Trutat
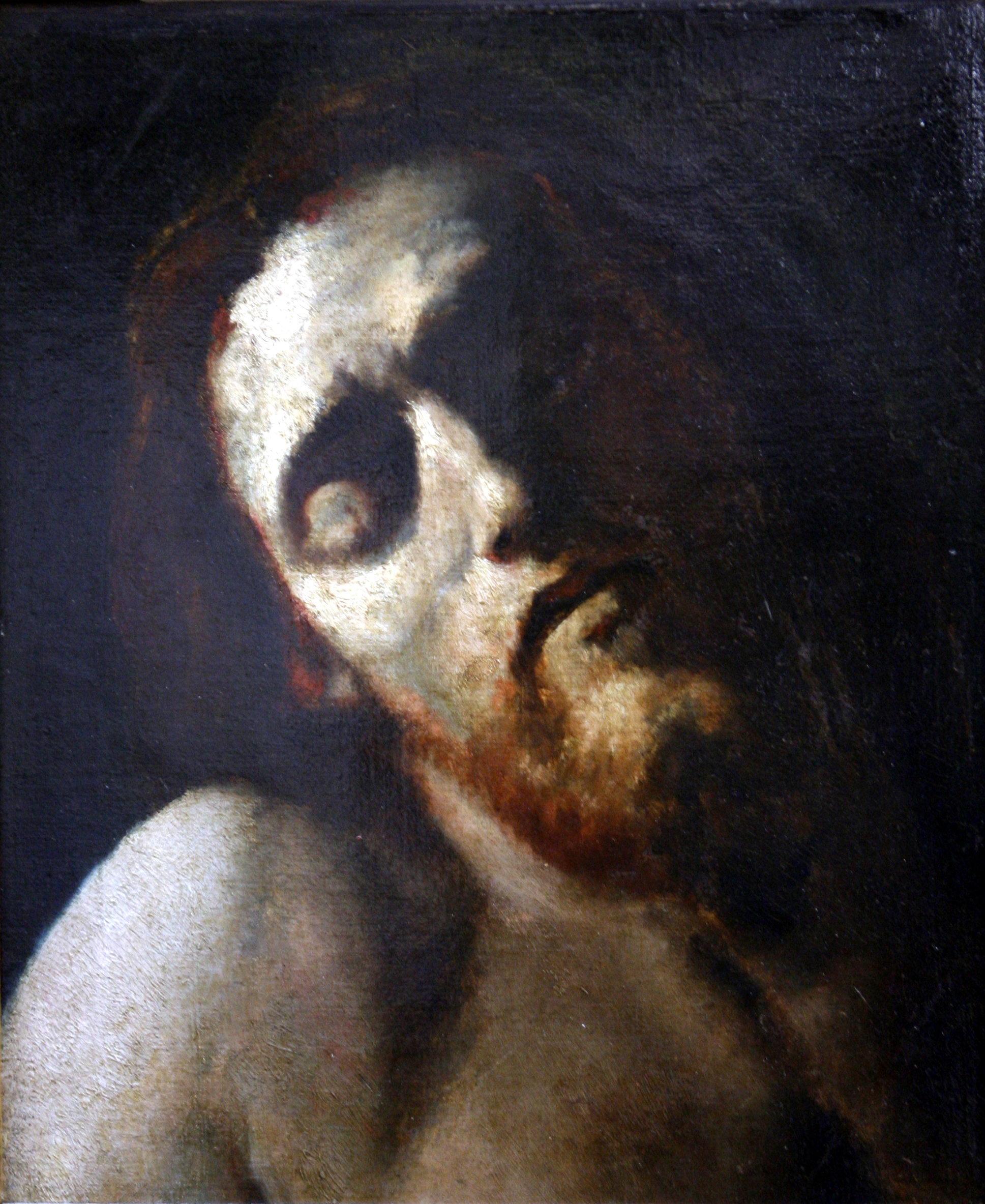
Tête de Christ mort, musée des beaux-arts de Dijon.
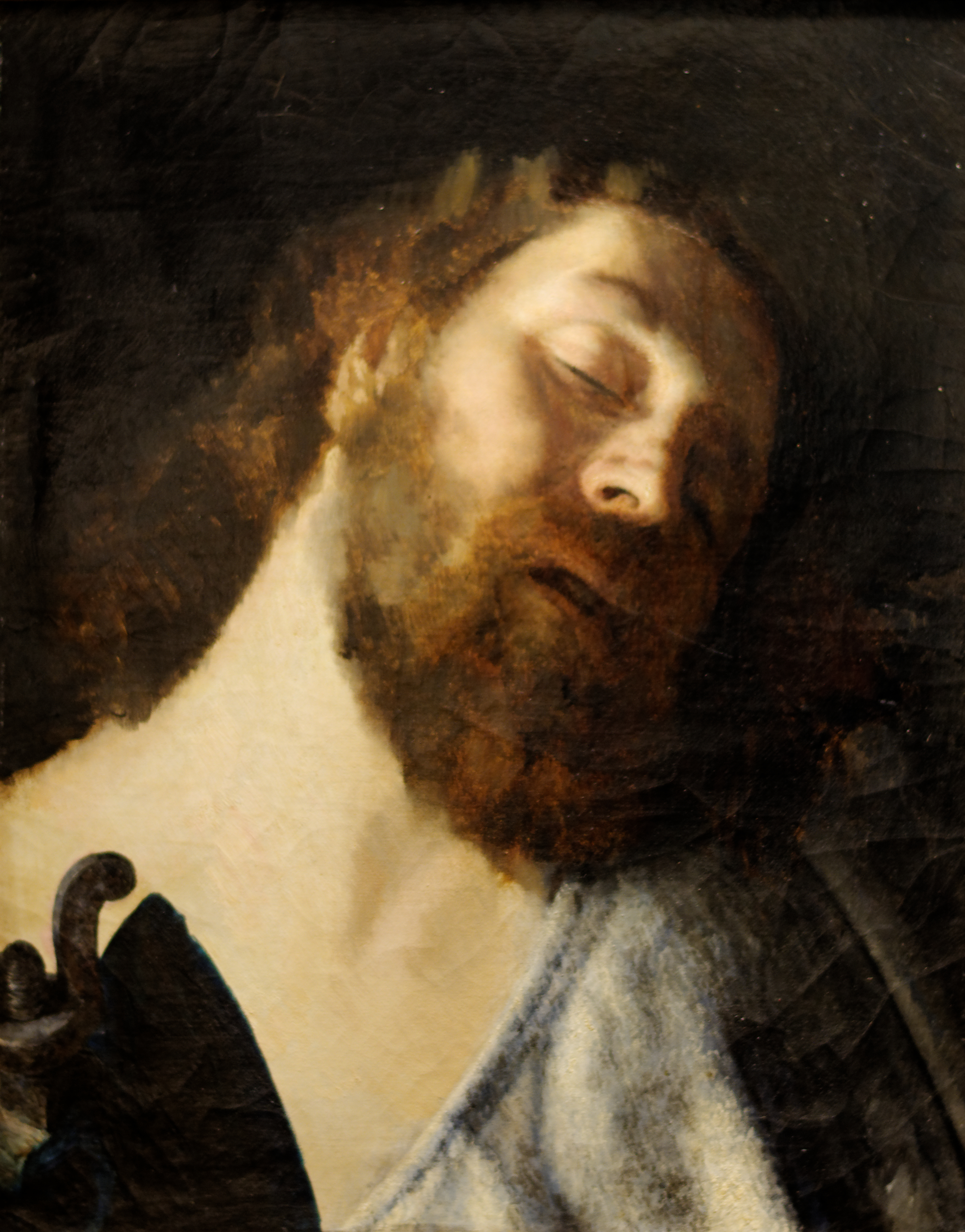
Tête d'homme endormi, musée des beaux-arts de Dijon.
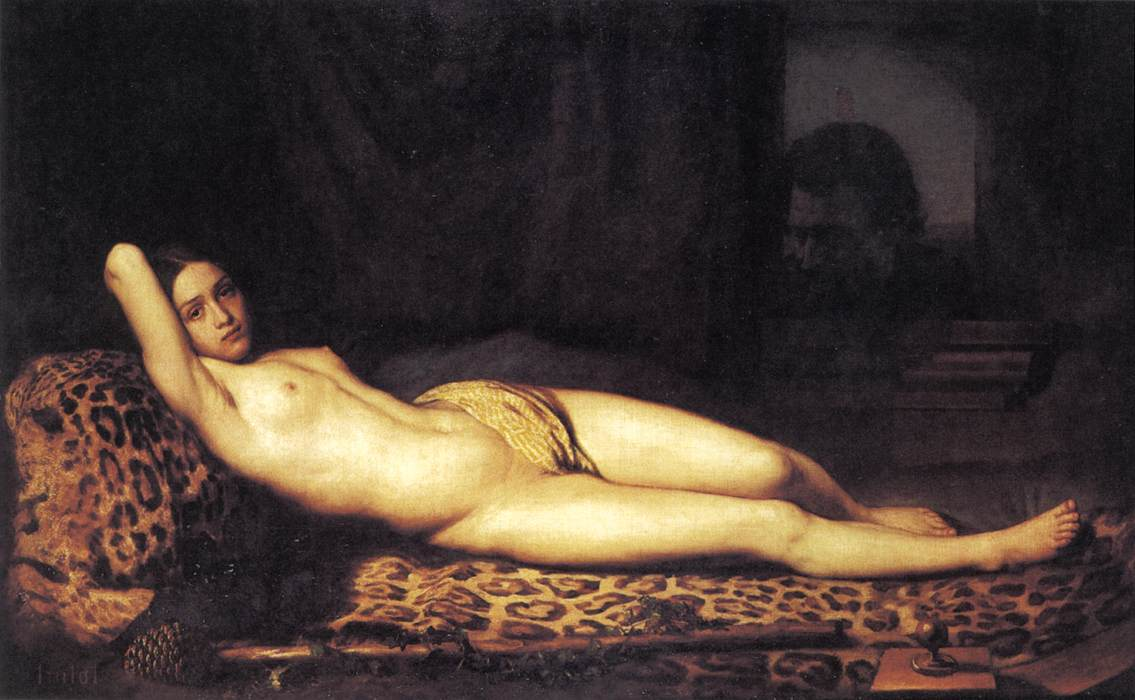
La Femme nue dit Repos et Désir ou encore La Bacchante (vers 1844), musée des beaux-arts de Dijon.